# Koleśniki (gmina)
Gmina Koleśniki (lit. Kalesninkų seniūnija) – gmina w rejonie solecznickim okręgu wileńskiego na Litwie.
Polacy stanowią 96,1% ludności gminy.

## Miejscowości
Miejscowości w gminie Koleśniki: Anciuszki, Bandziszki, Bołondziszki, Dobra (rejon solecznicki), Dowgidańce, Dzieżyszki, Giejsmonty, Gudziszki, Gumbiszki, Jasna Polana (Litwa), Koleśniki (rejon solecznicki), Korsaki, Krupowiesy, Kudejańce, Matujzy, Mierzyszki (gmina Koleśniki), Mongieliszki, Montwiliszki, Noniszki, Paszyszki, Pietuchowo, Poturze, Prudek, Purwiany, Rukańce, Starka (wieś), Sznury (Litwa), Wersoka I, Wersoka II, Wojdagi, Wojzbuniszki, Zubiszki.